# Střelské Hoštice
Pour les articles homonymes, voir Hoštice.
Střelské Hoštice (en allemand : Strahl-Hoschtitz) est une commune du district de Strakonice, dans la région de Bohême-du-Sud, en République tchèque. Sa population s'élevait à 902 habitants en 2020.

## Géographie
Střelské Hoštice est arrosée par l'Otava, un affluent de la Vltava, et se trouve à 5 km à l'ouest-nord-ouest de Horažďovice, à 12 km à l'ouest-nord-ouest de Strakonice, à 64 km au nord-ouest de České Budějovice et à 100 km au sud-sud-ouest de Prague.
La commune est limitée par Hlupín au nord, par Mnichov et Horní Poříčí à l'est, par Kladruby au sud et par Horažďovice à l'ouest.

## Histoire
L'origine de la localité remonte au XIIIe siècle. Elle s'appela d'abord Hoštice puis Střelohoštice et enfin depuis 1924 Střelské Hoštice.

## Patrimoine
La ville possède un château Renaissance bâti au milieu du XVIe siècle. L'église Saint-Martin, de style classique, date du XIXe siècle.

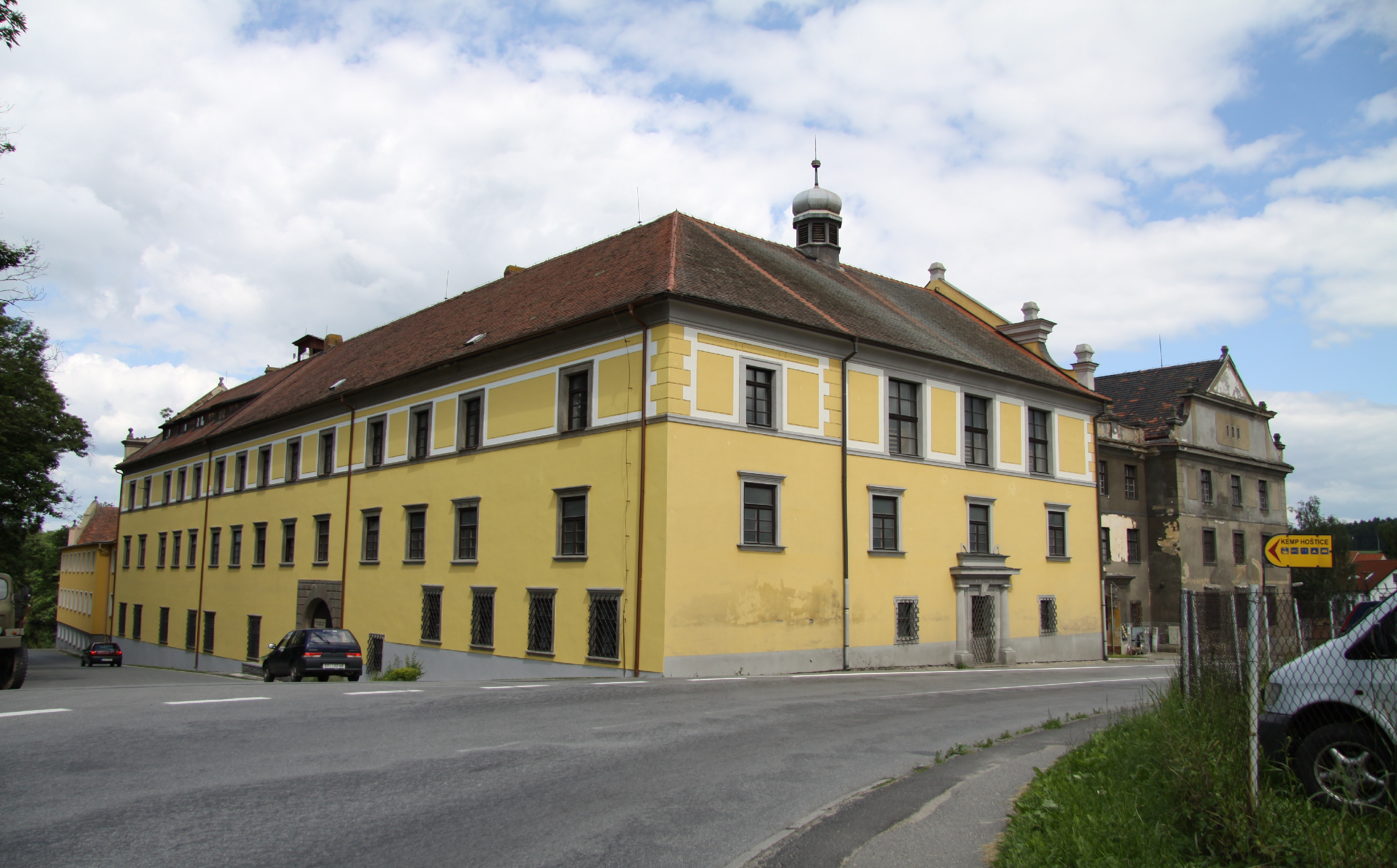
Střelské Hoštice : le château.
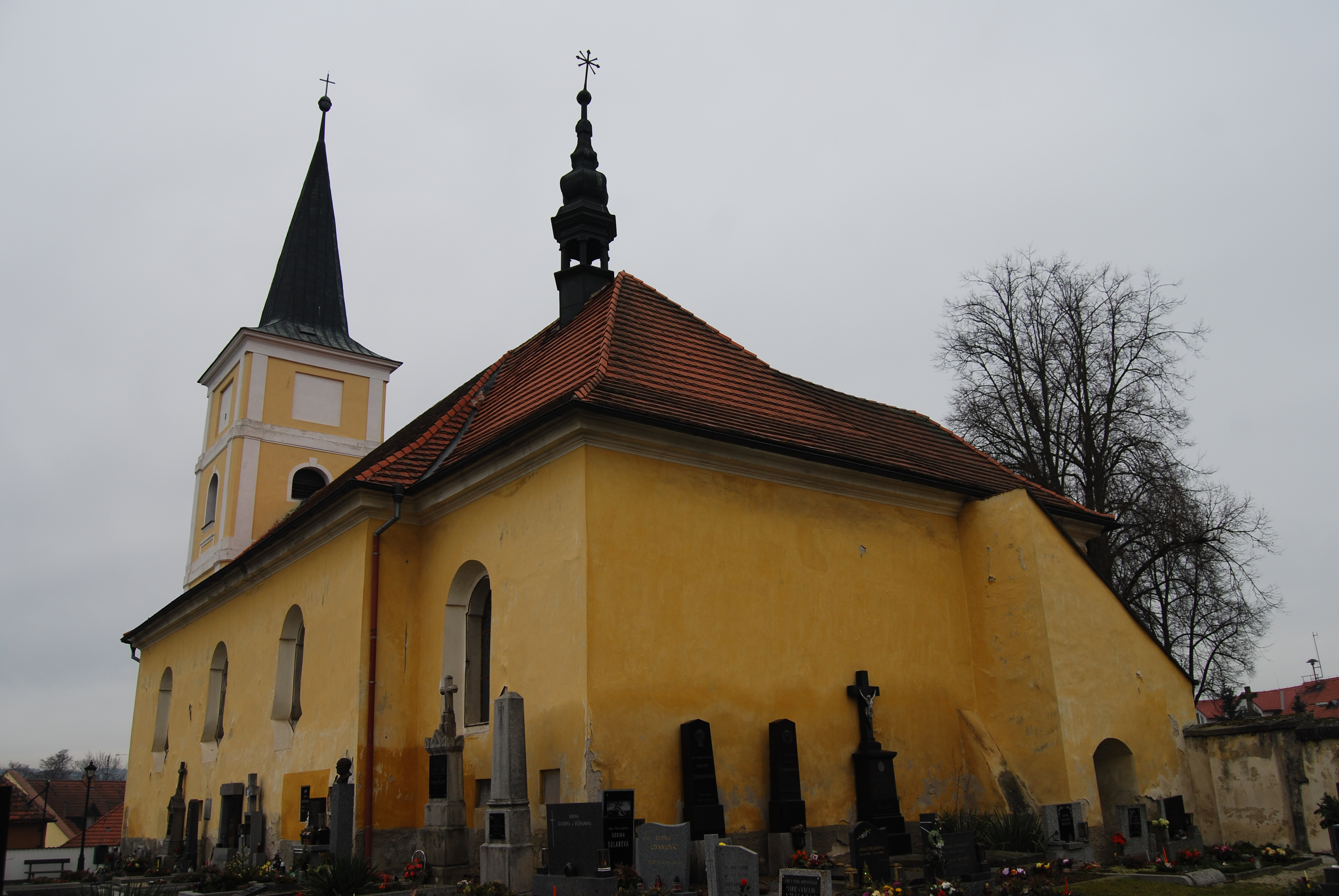
L'église Saint-Martin.

Près de Hoštice střelské, se trouvent encore des traces de l'époque des chercheurs d'or dans la rivière Otava.

## Administration
La commune se compose de quatre quartiers :
- Kozlov nad Otavou
- Sedlo u Horažďovice
- Střelské Hoštice
- Střelskohoštická Lhota